# Рейнелл Андрейчук
Ані́та Ре́йнелл Андрейчу́к (англ. Anita Raynell Andreychuk; нар. 14 серпня 1944, Саскатун, Саскачеван, Канада) — канадська політична діячка та дипломатка. Сенаторка Канади від Саскачевану (11 березня 1993 — 14 серпня 2019), член Парламентської групи дружби Канада-Україна, співголова Міжпарламентської ради Україна — НАТО Парламентської Асамблеї НАТО та заступниця Голови Спеціальної групи Асамблеї з питань Середземномор'я та Близького Сходу (GSM), член Конґресу Українців Канади, послідовно та активно підтримує Україну.

## З життєпису

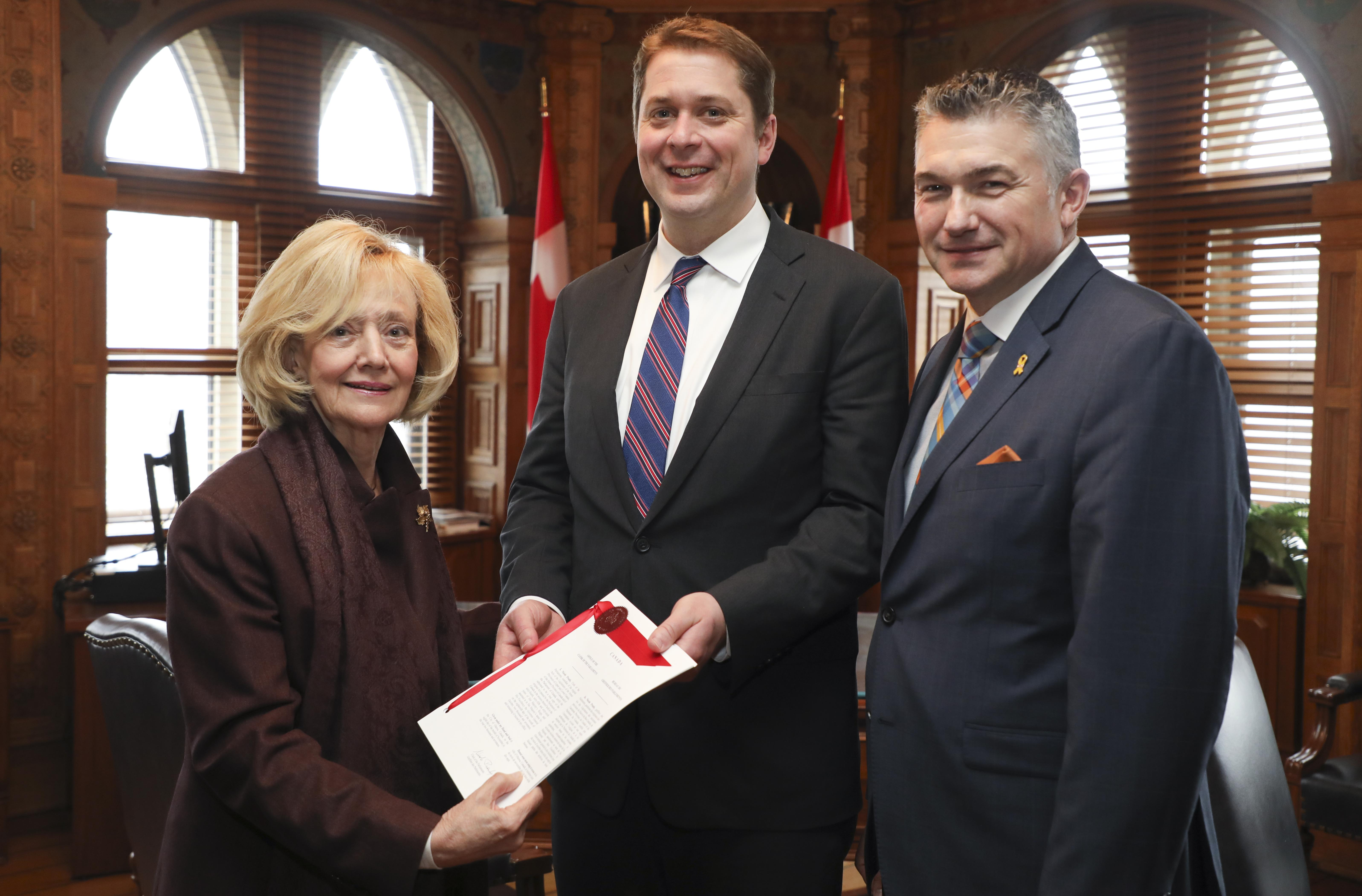
Рейнелл Андрейчук з Ендрю Шіром та Джеймсом Безаном

Народилася 14 серпня 1944 року в місті Саскатун, Саскачеван, Канада, у родині емігрантів — вихідців з України.
1966 року закінчила правничий коледж Саскачеванського університету (бакалавр мистецтв), а у 1967 році здобула науковий ступінь доктора права. Мала юридичну практику в Мус-Джо, Саскачеван. У 1976 році вона була призначена суддею провінції Саскачеван.
У 1985-1987 роках Рейнелл Андрейчук — заступник міністра соціальної політики Саскачевану.

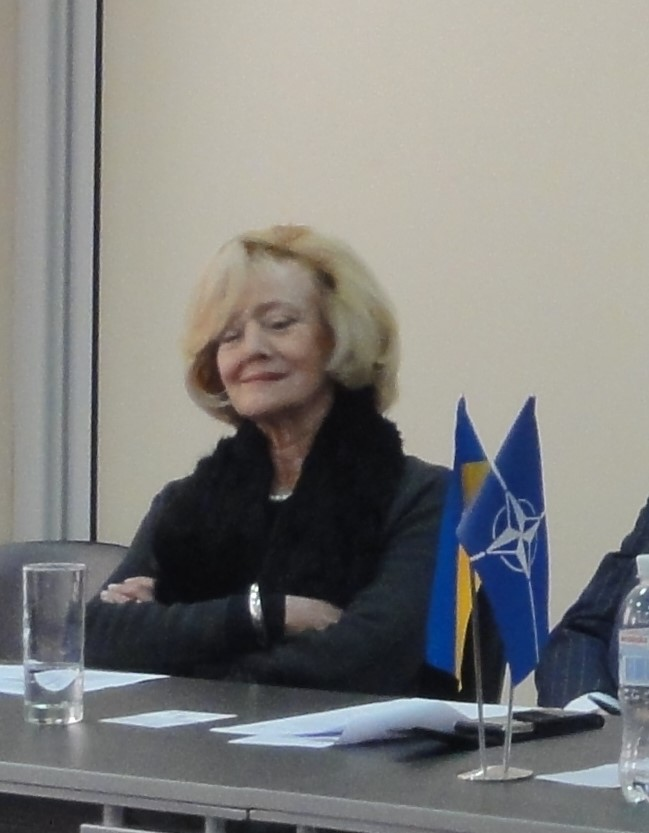
Рейнелл Андрейчук під час засідання Міжпарламентської ради Україна-НАТО. Одеса, 6 березня 2018

З 1987 до 1993 року була послом Канади в декількох країнах і міжнародних організаціях: у 1987 році призначена Високим Комісаром Канади в Кенії і Уганді, послом в Сомалі та Коморських Островах. З 1988 по 1993 рік вона була постійним представником Канади в Комісії ООН з прав людини. З 1990 року — представниця Канади в Програмі ООН з навколишнього середовища та Програмі ООН з населених пунктів, посол Канади в Португалії.
З 1993 року — член Сенату Канади від Саскачевану (Прогресивно-консервативна партія Канади, з 2004 року Консервативна партія Канади). Своїми ініціативами позитивно вплинула на ряд соціальних змін. Завдяки її зусиллям канадський парламент офіційно засудив Голодомор 1932—1933 років як акт геноциду проти українського народу.
З 2001 року Рейнелл Андрейчук обіймала посаду Голови Комітету з прав людини. З 2004 року — член Спеціального антитерористичного комітету; член Сенатського комітету з питань конфліктів інтересів. З 2010 року — Голова Комітету із закордонних справ та міжнародної торгівлі.
Рейнелла Андрейчук обіймає посади Співголови Міжпарламентської ради Україна — НАТО Парламентської Асамблеї НАТО та заступника Голови Спеціальної групи Асамблеї з питань Середземномор'я та Близького Сходу (GSM).
Раніше посади, які обіймала пані Андрейчук в Парламентській Асамблеї НАТО, охоплювали, серед інших, посаду Голови Політичного комітету та Генерального доповідача Політичного комітету. Вона також працювала Генеральним доповідачем Спеціальної групи Асамблеї з питань Середземномор'я та Близького Сходу (GSM).
У березні 2014 року, через активну підтримку України під час російсько-української війни, Рейнелла Андрейчук потрапило до санкційного списку в Росії, в'їзд до цієї країни їй заборонений.
14 серпня 2019 року Рейнелл Андрейчук завершила термін своєї роботи в Сенаті Канади. З цієї нагоди Світовий Конґрес Українців висловив визнання та вдячність за її працю, спрямовану на захист прав людини та справедливості в Канаді та в усьому світі, а також за непохитну підтримку України, світової української спільноти, включно й української громади в Канаді.

## Нагороди
- Орден князя Ярослава Мудрого V ступеня[4]
- Медаль Святого Володимира Великого
- Медаль «100 років БНР»[be](2018)